# Pyrrhura lepida
La cotorra pulcra (Pyrrhura lepida) es una especie de loro endémico de los bosques del este del Amazonas en Brasil.

## Taxonomía
Su historia taxonómica es potencialmente confusa. Fue conocido antes como Pyrrhura perlata, pero tras una revisión se descubrió que este tipo de espécimen en realidad era un indivuduo joven del estrechamente relacionado perico perla. En consecuencia, P. perlata fue trasladado a esa especie, mientras que el nombre que recibió la cotorra pulcra es P. lepida, un nombre científicamente válido.

## Hábitat
Aunque la cotorra pulcra sigue siendo bastante común a nivel local, se ha visto en peligro debido a la extensa destrucción de su hábitat, especialmente en la parte oriental de su área de distribución donde la subespecie coerulescens puede estar acercándose a la extinción.